# Bor (Sérvia)
Bor (em cirílico:Бор) é uma vila e um município da Sérvia localizada no distrito de Bor, na região de Timočka Krajina. A sua população era de 39 387 habitantes segundo o censo de 2002.

## Demografia
| 1948   | 1953   | 1961   | 1971   | 1981   | 1991   | 2002   |
| ------ | ------ | ------ | ------ | ------ | ------ | ------ |
| 11 103 | 14 533 | 18 816 | 29 418 | 35 591 | 40 668 | 39 387 |